# PHL-03
PHL-03 — самоходная 300-мм реактивная система залпового огня (РСЗО) производства КНР. 
На базе PHL-03 в дальнейшем была разработана экспортная модульная РСЗО AR-3 гораздо большей дальности стрельбы, вариант которой на модернизированном шасси, названный PHL-191, был принят на вооружение Народно-освободительной армией Китая.

## Конструкция
Основой PHL-03 послужила советская РСЗО БМ-30 «Смерч». Основная роль данной реактивной системы залпового огня заключается в поражении стратегических целей, таких как крупные скопления войск, аэродромы, командные пункты, батареи ПВО и объекты обеспечения, а также участие в контрбатарейных огневых задачах.
PHL-03 имеет ту же конфигурацию, что и исходный советский аналог, с 12 пусковыми трубами для 300-мм артиллерийских ракет, а также компьютеризированную систему управления огнем (СУО), включающую GPS/ГЛОНАСС/BeiDou.

### Ракеты
PHL-03 использует 300-мм ракеты семейства BRE, а именно BRC4, BRE2 и управляемая Fire Dragon 140A, которые имеют дальность стрельбы до 130 км. В октябре 2020 года сообщалось, что на PHL-03 используется китайскими сухопутными войсками управляемая ракета (реактивный снаряд) нового типа с дальностью на 30 км больше, чем у предыдущих вариантов ракет, за счёт чего дальность стрельбы увеличилась до 160 км.
Стандартный вес каждой ракеты составляет 800 кг с 280-кг боеголовкой. Максимальная дальность стрельбы зависит от типа боевой части и составляет около 70-160 км. Стандартные боевые части — осколочно-фугасные, топливно-воздушные и кассетные боевые части с противотанковыми и противопехотными боевыми элементами. Кассетные боеголовки также могут нести самонаводящиеся противотанковые боеприпасы. Полный залп данной системы потенциально может охватить площадь до 67 гектаров (670 000,000000000 м2).

## Эксплуатация
Китайское военное телевидение показало, как PHL-03 наносят залповые удары по групповым точечным целям, расходуя один управляемый боеприпас на одну мишень. РСЗО артиллерийских бригад вели огонь управляемыми реактивными снарядами и по одиночным целям: вертолётным площадкам, отдельным сооружениям и военной технике. Демонстрировалось поражение морских мишеней. Также наносились кучные удары по площадям. Артиллерийские бригады оснащены тактическими БПЛА, предположительно BZK-006 или BZK-008, которые используются для целеуказания и объективного контроля результатов стрельбы.

## На вооружении
Китай
- Сухопутные войска КНР — 175 единиц

 Марокко
- Сухопутные войска Марокко — 36 единиц[13]

 Эфиопия
- Сухопутные войска Эфиопии — 4 единицы[14]

 Танзания
- Вооружённые силы Танзании

 Камбоджа
- Вооружённые силы Камбоджи